# Braslaw
Braslaw (en biélorusse : Браслаў ; łacinka : Brasłaŭ) ou Braslav (en russe : Браслав ; en polonais : Brasław) est une ville de la voblast de Vitebsk, en Biélorussie, et le centre administratif du raïon de Braslaw. Sa population s'élevait à 9 817 habitants en 2017.

## Géographie
Braslaw est située sur la rive nord du lac Drivyaty, à 13 km de la frontière lettone, à 197 km au nord de Minsk et à 203 km au nord-ouest de Vitebsk.

## Histoire
Braslaw est une ancienne cité de Biélorussie. Au IXe siècle, le site était peuplé par des Latgaliens et des Krivitches. Dans une chronique de 1065, elle est mentionnée sous le nom de Bryatchislavl, d'après le nom d'un prince de Polatsk, Bryatchislav Izyaslavitch, qui y fit bâtir une forteresse. Au XIVe siècle, Braslaw fut la possession du grand-duc Gediminas et plus tard de son fils Iavnout. Au XVe siècle, Braslaw devint le centre d'un povet. Le 8 octobre 1500, le grand-duc de Lituanie Alexandre lui accorda des privilèges urbains (droit de Magdebourg). Aux XVIIe et XVIIIe siècles, Braslaw eut à souffrir de divers conflits et fut détruite plusieurs fois. Sur une fameuse carte du graveur de Niasvij T. Makovski, qui date du début du XVIIe siècle, Braslav est représentée comme une puissante forteresse hérissée de tours, bâtie au sommet d'une colline. Les ruines du château subsistèrent jusqu'au XVIIIe siècle. Stanislas Auguste Poniatowski lui donna son blason actuel (confirmé en 2006) symbolisant la Trinité. Après la troisième partition de la Pologne, en 1795, Braslaw passa sous la souveraineté de l'Empire russe et devint le centre d'un ouïezd au sein du gouvernement de Wilna, jusqu'en 1843.

### Braslaw auXXesiècle
Braslaw comptait 1 500 habitants en 1913 et avait une distillerie, un hôpital et une école. En février 1922, Braslaw fut incorporée dans la république de Pologne et resta à l'intérieur de ses frontières jusqu'en 1939. Après la signature du pacte germano-soviétique, Braslaw fut occupée par l'Armée rouge en septembre 1939. Peu après l'invasion de l'Union soviétique par l'Allemagne nazie, le 22 juin 1941, la ville fut occupée par les forces allemandes. Le 15 avril 1942, les Juifs de Braslaw, qui vivaient dans un climat de terreur permanent depuis le début de l'occupation durent se regrouper dans un ghetto. La liquidation du ghetto et le massacre de ses habitants, sur place ou dans les environs de la ville, commença le 3 juin 1942 et dura trois jours. Le ghetto fut ensuite rempli par les Juifs des localités voisines, qui furent à leur tour massacrés le 12 mars 1943, malgré des actes désespérés de résistance. Au total, environ 2 000 Juifs de Braslaw furent tués, notamment par des unités de l'Einsatzgruppe A et leurs collaborateurs, des policiers polonais, lituaniens ou lettons. Des groupes de partisans, généralement constitués de Juifs qui étaient parvenus à s'échapper des ghettos, furent très actifs dans la région pendant la guerre contre les troupes d'occupation et leurs collaborateurs. La ville fut finalement libérée le 6 juin 1944 par l'Armée rouge.

## Population
Recensements (*) ou estimations de la population :
| 1850  | 1913  | 1921  | 1939* | 1959* | 1970* | 1979* |
| ----- | ----- | ----- | ----- | ----- | ----- | ----- |
| 1 220 | 1 550 | 1 587 | 4 900 | 4 170 | 5 765 | 7 703 |

| 1989* | 1999*  | 2009* | 2014  | 2015  | 2016  | 2017  |
| ----- | ------ | ----- | ----- | ----- | ----- | ----- |
| 9 546 | 10 100 | 9 516 | 9 689 | 9 710 | 9 857 | 9 817 |

## Transports
Braslaw se trouve à 40 km de la gare ferroviaire de Drouïa, sur la ligne Voropaïevo – Drouïa.

## Galerie

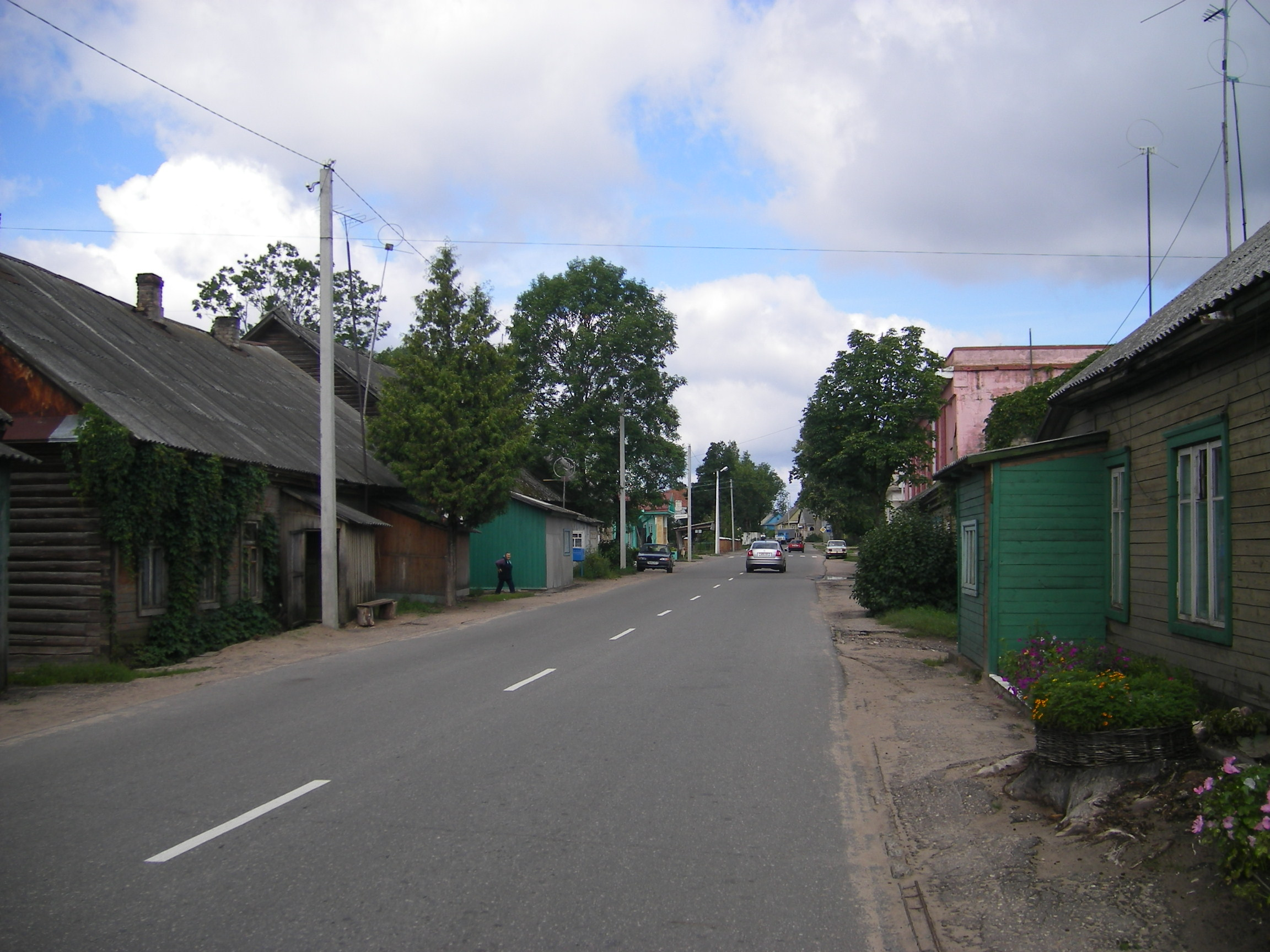
Rue Lénine à Braslaw
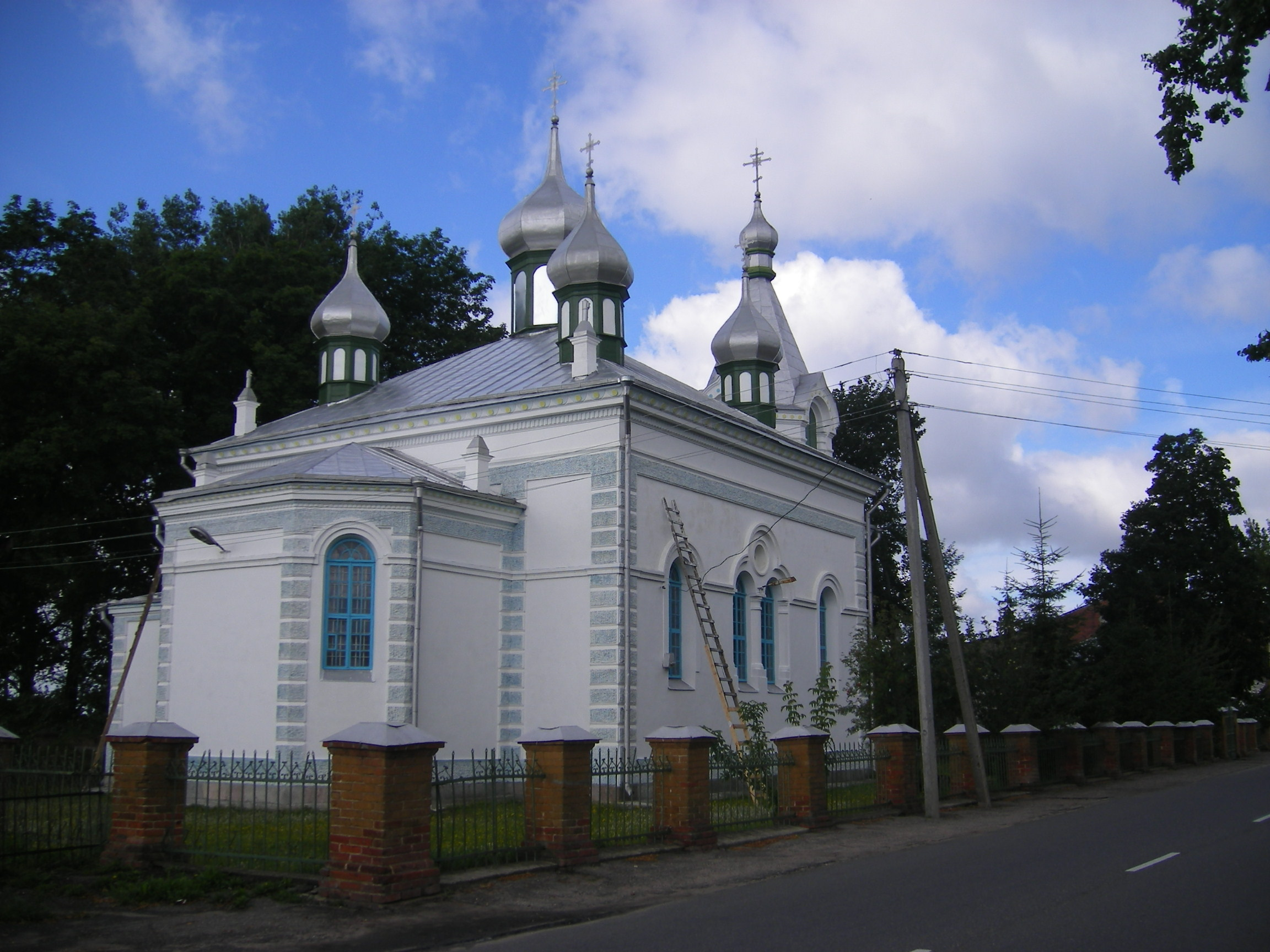
Vue de l'église orthodoxe de l'Assomption (Ouspenskaïa) à Braslaw
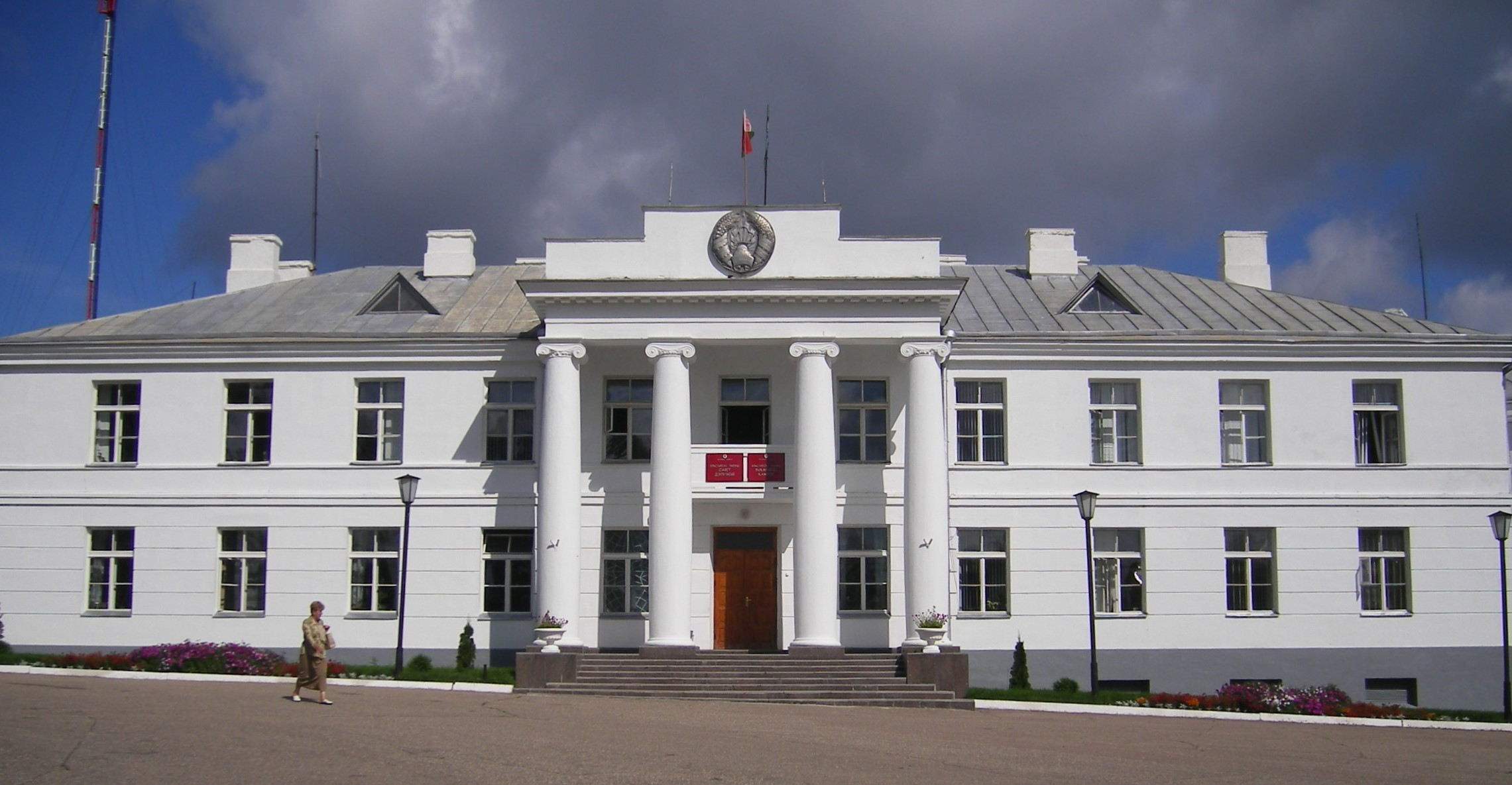
Siège de l'administration du raïon de Braslaw
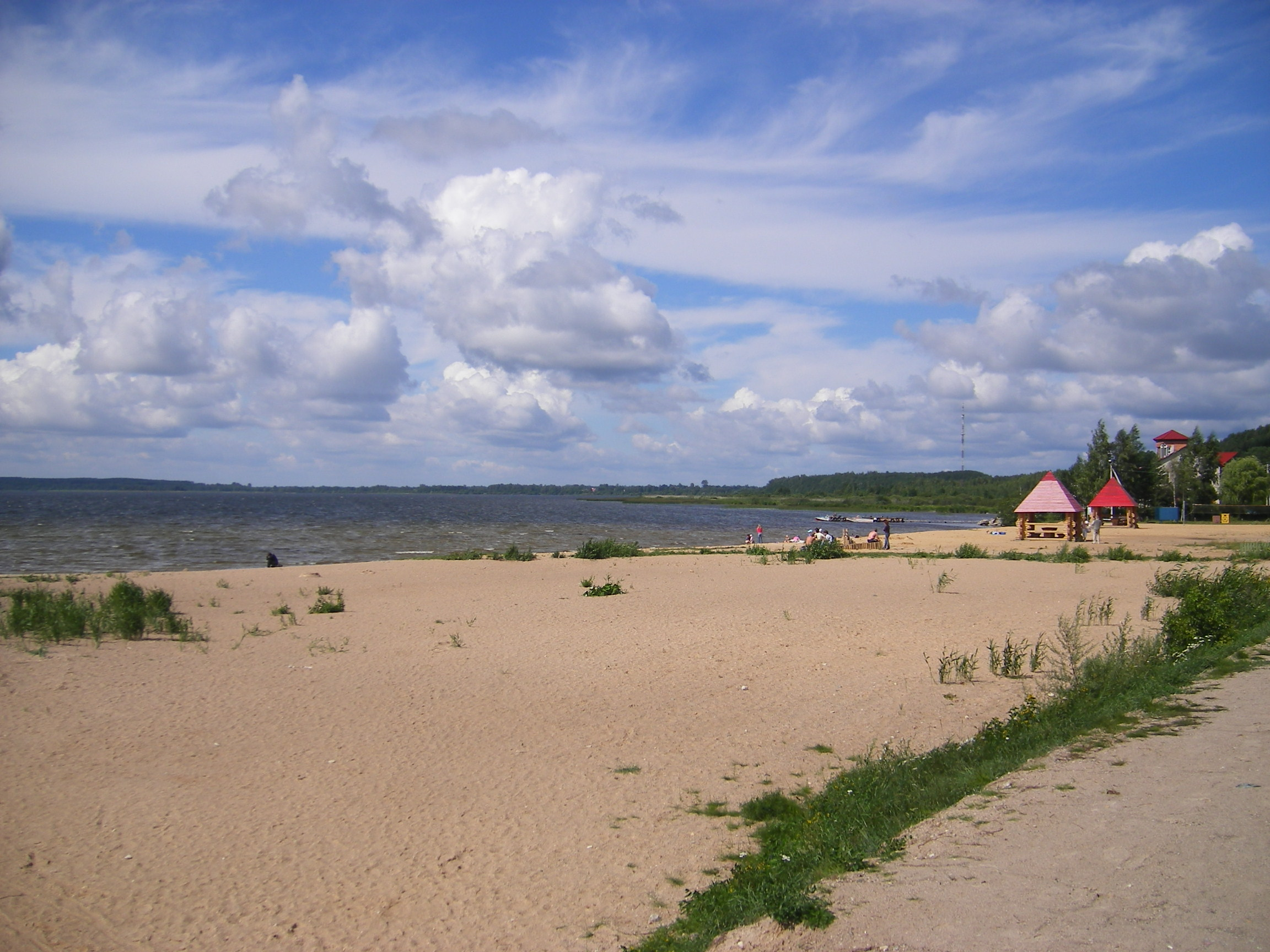
Plage au bord du lac Drivyaty à Braslaw